# Lithocarpus kingianus
Lithocarpus kingianus är en bokväxtart som först beskrevs av James Sykes Gamble, och fick sitt nu gällande namn av Aimée Antoinette Camus. Lithocarpus kingianus ingår i släktet Lithocarpus och familjen bokväxter. Inga underarter finns listade.